# Tiruvottiyur

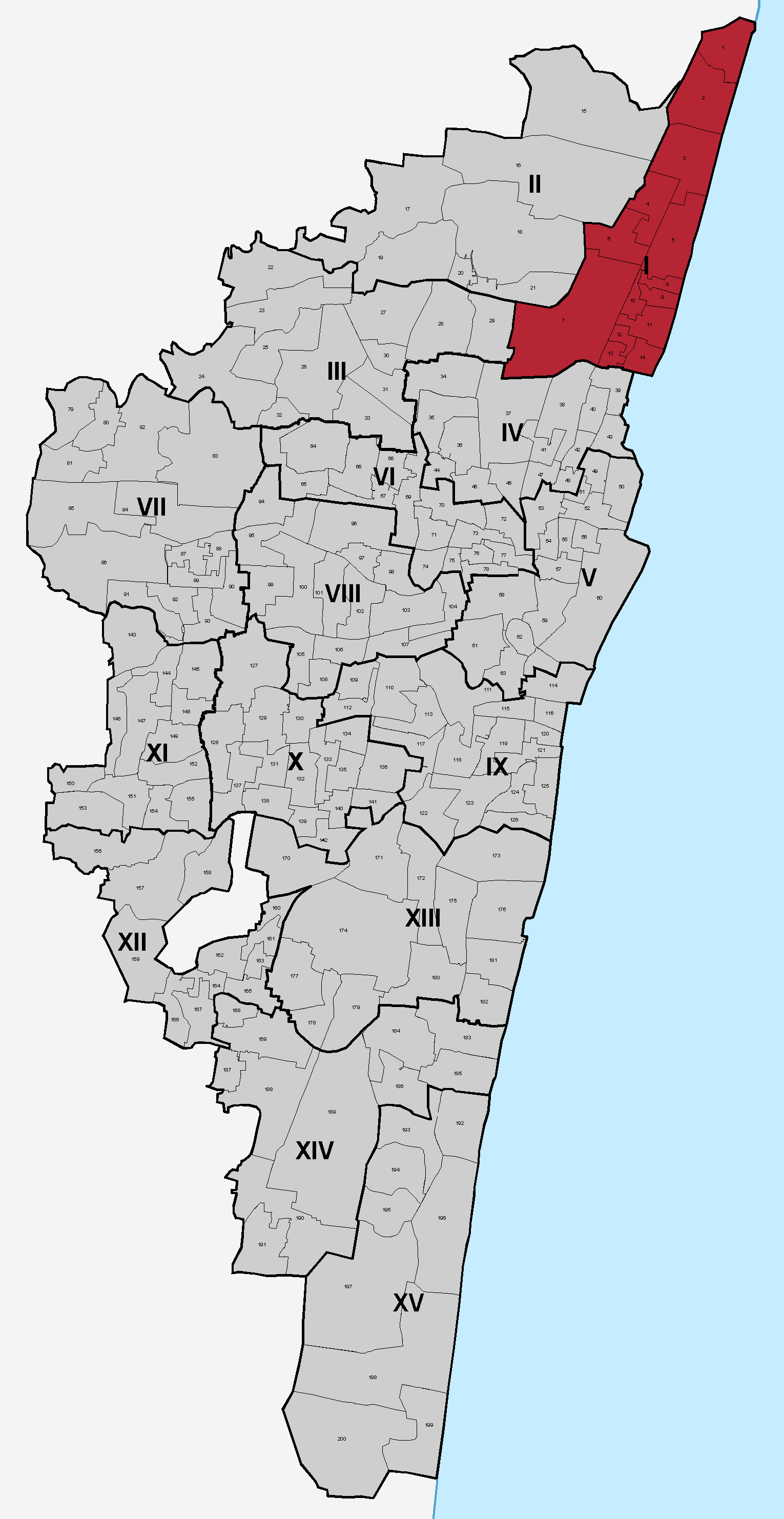
Lage der Zone Tiruvottiyur in Chennai

Tiruvottiyur (Tamil: திருவௌற்றியூர் Tiruvoṟṟiyūr [ˌt̪iɾɯˈʋotːrijuːɾ]; auch Tiruvotriyur, Thiruvottiyur) ist ein Stadtteil von Chennai (Madras), der Hauptstadt des indischen Bundesstaats Tamil Nadu. Tiruvottiyur bildet eine von 15 Zonen (zones) Chennais und umfasst 14 Stadtviertel (wards).
Tiruvottiyur liegt im Norden Chennais rund zehn Kilometer nördlich des Stadtzentrums an der Küste des Golfs von Bengalen. Durch die Chennaier Vorortbahn (Chennai Suburban Railway) und zahlreiche Stadtbuslinien ist Tiruvottiyur an das Stadtzentrum Chennais angebunden. Die Hauptstraßen Tiruvottiyurs sind die Tiruvottiyur High Road und der Ennore Expressway, die beide parallel zur Küste in Nord-Süd-Richtung verlaufen. Das starke Verkehrsaufkommen zum nördlich von Tiruvottiyur gelegenen Hafen Ennore bei mangelhaftem Ausbauzustand der Straßen führt zu häufigen Verkehrsstaus. Auch bestehen in Tiruvottiyur Probleme durch mangelnde Trinkwasserversorgung und Küstenerosion.

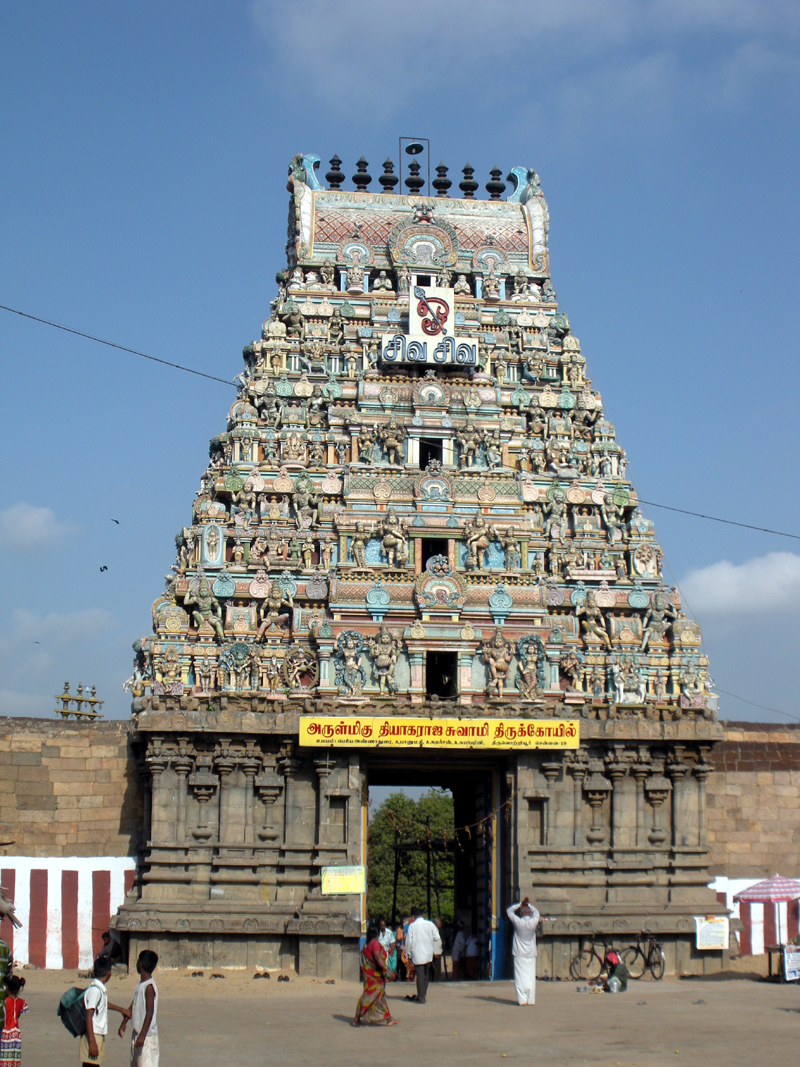
Gopuram (Torturm) des Tyagarajaswami-Tempels

Tiruvottiyur ist Standort eines bedeutenden hinduistischen Heiligtums, des Tyagarajaswami-Tempels. Er ist dem Gott Shiva in seiner Erscheinungsform als Tyagaraja geweiht. Der Tempel von Tiruvottiyur wird bereits im Tevaram, einer Sammlung devotionaler Hymnen aus dem 7. und 8. Jahrhundert, besungen. Die ältesten Inschriften in dem Tempel stammen aus der Zeit der Chola-Herrscher Parantaka I. (907–955) und Uttama (973–985). Der Hauptschrein wurde während der Herrschaftszeit Rajendras I. (1012–1044) umgebaut. Die Geschichte Tiruvottiyurs reicht somit weiter zurück als die Chennais, das erst im 17. Jahrhundert von den Briten gegründet wurde.
Bis 2011 war Tiruvottiyur eine eigenständige Stadtgemeinde (municipality) im Distrikt Tiruvallur mit einer Fläche von 21,4 Quadratkilometern und 248.059 Einwohnern (Volkszählung 2011). Nach der Einwohnerzahl war Tiruvottiyur die zehntgrößte Stadt Tamil Nadus. Der Ort war aber längst mit Chennai zusammengewachsen und zu einem Teil der Agglomeration Chennai geworden. Durch die Stadterweiterung Chennais wurde Tiruvottiyur auch administrativ in Chennai eingegliedert. Aus der ehemaligen Stadtgemeinde Tiruvottiyur und der ebenfalls eingemeindeten Stadt Kathivakkam wurde die neue Zone Tiruvottiyur gebildet.